# Aphidius linosiphonis
Aphidius linosiphonis is een vliesvleugelig insect uit de familie van de schildwespen (Braconidae). De wetenschappelijke naam van de soort werd voor het eerst geldig gepubliceerd in 2001 door Tomanovic & Stary.